# 夏の思い出 (ケツメイシの曲)
「夏の思い出」（なつのおもいで）は、ケツメイシのメジャー7枚目・通算10枚目のシングル。2003年7月16日発売。

## 解説
前作「はじまりの合図」から半年ぶりのリリースで、ボーダフォン日本法人（現ソフトバンク）のCMソング。ミュージック・ビデオは「大磯ロングビーチ」で撮影され、時間を逆戻しに編集した逆再生仕様が間奏部で流れる。
山梨県の山中湖で行われたレコーディング合宿の際に作られた楽曲で、制作は春である。

## 収録曲
作詞・作曲：ケツメイシ　編曲：ケツメイシ・YANAGIMAN
1. 夏の思い出（6分34秒）
2. 気楽に行こう（4分14秒）

## カバー
| 曲名       | アーティスト | 収録作品            | 発売日        | 備考                                                   |  |
| ---------- | ------------ | ------------------- | ------------- | ------------------------------------------------------ |  |
| 夏の思い出 | BENI         | 『四季うた summer』 | 2016年6月29日 | 英語でのカバーとなっており、英訳はBENI自身が手がけた。 |  |